# Abu-l-Najm Badr ibn Hassanwayh Nàssir-ad-Dawla
Abu-n-Najm Badr ibn Hassanwayh Nàssir-ad-Dawla (àrab: أبو النجم بدر بن حسنويه ناصر الدولة, Abū n-Najm Badr b. Ḥasanwayh Nāṣir ad-Dawla) fou un emir kurd de la dinastia hasanwàyhida.
Va governar a la mort del seu pare Hassanwayh ibn Hàssan (979) junt amb altres germans. Fou aliat d'Àdud-ad-Dawla i del seu germà Muàyyid-ad-Dawla contra el parer dels seus parents, i després de la victòria (980) fou fidel vassall de Muàyyid-ad-Dawla que va rebre les possessions del seu germà Fakhr-ad-Dawla al Djibal, dins de les quals les possessions hasanwàyhides. El va ajudar també a combatre el ziyàrida Kabus.
Quan Àdud-ad-Dawla i Muàyyid-ad-Dawla havien mort (983 i 984) i Fakhr-ad-Dawla va recuperar els seus dominis pacíficament i per dret, li va donar suport i fou afortunat doncs en la lluita entre Fakhr i Xàraf-ad-Dawla (sultà a Iraq del 987 al 989) el primer va tenir la millor part.
A la mort de Fakhr-ad-Dawla (997) va esdevenir conseller del seu fill i hereu Majd-ad-Dawla i de la vídua regent i va refusar les pretensions de Mahmud de Gazni (998-1030). Va mantenir relacions amistoses amb Bahà-ad-Dawla, que va dominar Iraq del 989 al 1012, per intercessió del qual el califa li va concedir el làqab de Nàssir-ad-Dawla. En aquest moment dominava Shapur-Khwast, Dinawar, Nahavand o Nihawand, Asadabad, Barudjird, alguns districtes d'Ahwaz, Karmisin (Kermansah), Hulwan (1006), i Shahrazur (Kirkuk).
La seva administració fou bona en política, justícia, comerç, i finances, i la tribu principal, els barzikani van abandonar costum salvatges i van esdevenir més respectuoses de l'orde; es van obrir nombroses rutes de muntanya. Se sap que va emetre moneda i es conserven alguns exemplars entre els quals un datat el 400 de l'hègira, un dirham de plata de 28 mm.
Als darrers anys els kurds shadjahan, els seus veïns a l'oest, a la zona de Hulwan, dirigits per la família dels annàzides, van presentar oposició: Abu l-Fath Muhammad ibn Annaz governava a Hulwan des del 991 però el 1006 fou expulsat d'Hulwan per Badr ben Hasanwayh, aliat a Abu l-Hasan Ali ibn Mazyad (dinastia Mazyàdida), i es va retirar a Bagdad buscant la protecció del visir Amid al-Djuyush Abu Ali Hasan ibn Abi Djafar, i al cap d'uns mesos es va signar un tractat pel qual es va declarar vassall hasanwàyhida i va recuperar Hulwan (1007).
El problema de la successió fou difícil, ja que Badr volia desheretar al seu fill gran, Hilal ibn Badr, en favor d'un fill més jove. Hilal es va imposar en la lluita per assolir la successió mercès a l'ajut dels annàzides, però finalment Bahà-ad-Dawla van enviar una força que el va derrotar i el va fer presoner. Badr ibn Hassanwayh feia valer així les seves preferències; es va reconciliar amb Abu l-Fath Muhammad ibn Annaz que havia donat suport a Hilal, però l'annàzida va aprofitar totes aquests lluites per reforçar el seu poder.
Algunes tribus van desconèixer a Badr, i aquest les va haver de combatre; en un combat menor Badr va resultar mort el 1014.